# Marlon Harewood
Marlon Harewood (Hampstead, 25 agosto 1979) è un ex calciatore inglese, di ruolo attaccante.

## Biografia
È fratello dell'attore David Harewood, ed è originario delle Barbados.

## Caratteristiche tecniche
Era una prima punta forte fisicamente.

## Carriera

### Club
Harewood è un prodotto delle giovanili del Nottingham Forest. È stato soprannominato, nella permanenza al Forest, Alf. Ha debuttato in squadra nel 1998 e, nello stesso anno, ha acquisito esperienza con un prestito all'Haka, nella Veikkausliiga, con cui ha vinto sia il campionato che la Coppa di Finlandia. Nel 1999, è stato mandato nuovamente in prestito, stavolta all'Ipswich Town, con cui ha segnato una rete in sei apparizioni. Harewood ha poi iniziato ad essere considerato come uno degli attaccanti più pericolosi della First Division. Ha segnato, infatti, cinquantuno reti in centoventiquattro partite, oltre ad altre ventitré realizzazioni nelle coppe. Ha formato una brillante coppia d'attacco con David Johnson. Nel 2002-2003, i due hanno segnato cinquanta reti, di cui soltanto Harewood ventuno. Ha catturato l'interesse da parte del West Ham United, quando ha segnato ad Upton Park nel match di FA Cup 2002-2003, disputato il 4 gennaio 2003. Comunque, il contratto di Harewood sarebbe scaduto nell'estate 2004 e, visto il suo rifiuto a rinnovare, la società lo ha ceduto nel 2003.
Ha firmato per il West Ham nel novembre 2003, in cambio di mezzo milione di sterline. Dopo la sua firma, il manager Alan Pardew ha sperato che il potente attaccante potesse dare un contributo decisivo per la promozione in Premier League. Harewood ha segnato, in quella stagione, ventitré reti. Grazie alla vittoria nei play-off, gli Hammers hanno conquistato la promozione e, nel campionato 2005-2006, Harewood ha realizzato quattordici reti, inclusa la tripletta nella partita casalinga del West Ham contro l'Aston Villa, terminata quattro a zero. Ha segnato anche la rete del momentaneo vantaggio sul Manchester United, che si è poi imposto ad Upton Park per due a uno. Oltre ad essere uno dei principali marcatori del campionato, ha siglato la rete della vittoria nella semifinale di FA Cup 2005-2006 contro il Middlesbrough.
Il West Ham, in quella stagione, ha perso ai rigori la finale di FA Cup, contro il Liverpool, così Harewood ha ricevuto la medaglia per il secondo posto. È stato anche il miglior marcatore stagionale del West Ham.
Nel campionato 2006-2007, il West Ham ha inanellato una serie di risultati negativi, inclusa una sconfitta contro il Chesterfield. Harewood, però, ha segnato all'ultimo minuto la rete della vittoria contro l'Arsenal, a novembre 2006. A maggio 2007, Harewood ha dichiarato di voler lasciare gli Hammers durante l'estate, dopo aver perso la fiducia nei suoi confronti. A luglio, sono state confermate le trattative tra Harewood e l'Aston Villa. Anche il suo agente ha dichiarato che il passaggio all'Aston Villa era più di possibilità.
Harewood ha firmato per l'Aston Villa il 17 luglio 2007, in cambio di quattro milioni di sterline. Ha firmato un contratto triennale. Harewood, comunque, è stato ad un passo dal Wigan Athletic, prima di scegliere il Villa. Ha segnato il suo centesimo gol in carriera in campionato contro il Blackburn Rovers, nella vittoria per quattro a zero a Ewood Park, il 28 novembre 2007.
Harewood ha continuato ad essere la riserva di John Carew ed ha quasi sempre giocato da sostituto: ha realizzato anche una rete nel due a due contro il Liverpool. Nonostante fosse una riserva, è entrato nel cuore dei tifosi, che spesso hanno cantato il suo nome nelle partite, come il 24 febbraio 2008, dopo la sua rete al Reading, al Madejski Stadium.
Martin O'Neill ha continuato ad utilizzarlo da sostituto, ma ha segnato anche nelle vittorie dell'Aston Villa su Bolton Wanderers e Derby County, rispettivamente per quattro a zero e cinque a zero. Ha segnato poi ad ottobre, in Coppa UEFA 2008-2009, contro il Litex Loveč.
Il 23 marzo 2009, è stato prestato al Wolverhampton Wanderers, per il resto del campionato. Ha giocato cinque partite per i Wolves, senza riuscire ad andare in rete. Dopo essere tornato all'Aston Villa, ha dichiarato di voler lasciare il club se non avesse potuto avere un ruolo più importante.
Il 26 settembre 2009 il giocatore passa dall'Aston Villa al Newcastle, con la formula del prestito trimestrale.
Il 12 agosto 2010 Harewood firma un contratto triennale con il Blackpool dopo essersi svincolato da poco dall'Aston Villa. Il 14 agosto 2010 il giocatore segna la sua prima doppietta con la maglia del Blackpool nella prima di campionato in Wigan-Blackpool, partita terminata sul risultato di 0-4.
Il 15 agosto 2012, svincolato, viene ingaggiato dal Barnsley firmando un contratto annuale.
Il 20 luglio 2013 inizia un periodo di prova con il Bristol City; ha disputato due partite amichevoli contro il Forest Green Rovers e contro il Weston-super-Mare, dove ha anche realizzato un gol. Il 2 agosto firma con il Bristol City un contratto annuale. Il 22 ottobre 2013 realizza il suo primo e unico gol con la nuova maglia in una sconfitta per 2-1 contro il Brentford.
Il 13 gennaio 2014, dopo aver rescisso il suo contratto con il Bristol City, viene ingaggiato dall'Hartlepool United.

## Palmarès

### Club

#### Competizioni nazionali
- Football League Championship: 2

Wolverhampton: 2008-2009
Newcastle: 2009-2010